# Crocus vallicola
Crocus vallicola är en irisväxtart som beskrevs av Herb.. Crocus vallicola ingår i släktet krokusar, och familjen irisväxter. Inga underarter finns listade i Catalogue of Life.